# Schloss Bettenreute

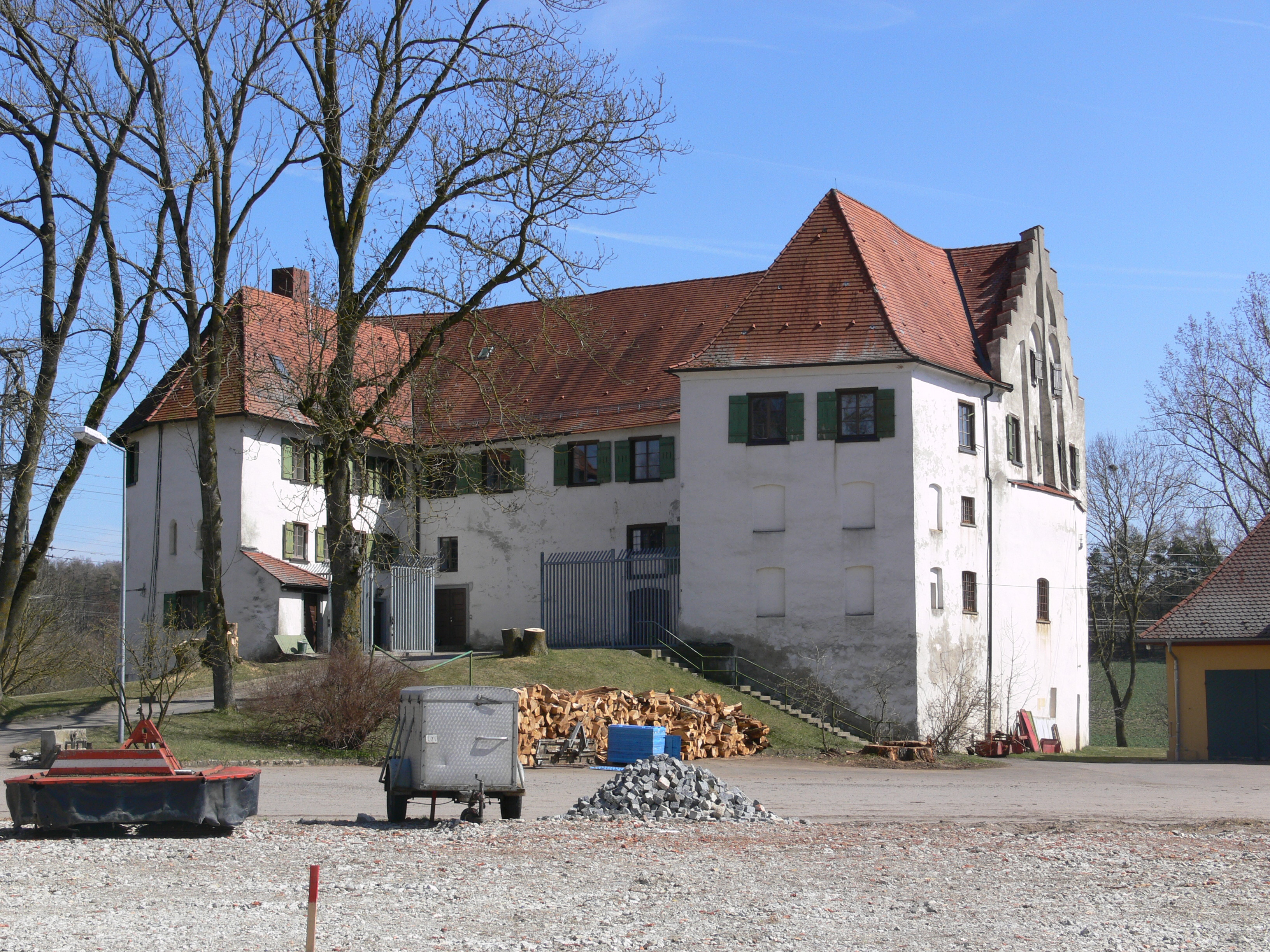
Schloss Bettenreute

Das Schloss Bettenreute ist eine im 15. und 16. Jahrhundert zum Schloss umgebaute ehemalige Turmhügelburg in der Gemeinde Fronreute im Landkreis Ravensburg. Es wird heute als Außenstelle der Justizvollzugsanstalt Ravensburg genutzt.

## Geschichte
1171 wird ein Heinrich von Bettenreute urkundlich erwähnt. Mehr ist aus der Zeit nicht bekannt. Aus dem 13. Jahrhundert sind mehrere Besitzwechsel bekannt. Nachdem dann die Familie Züricher Bettenreute erworbene hatte, ging die Anlage 1319 zunächst in den Besitz der Familie Humpis und später der Familie Besserer über, welche alle drei zum vermögenden Ravensburger Stadtpatrizitat zählten und mit dem Erwerb geeigneter Besitztümer versuchte ihr adelige Stellung nach außen hin zu unterstreichen. Wann genau der Ausbau zur Turmburg erfolgte, ist nicht bekannt.
Der Innenhof der heute noch bestehenden erhaltenen dreiflügeligen Schlossanlage war ursprünglich durch eine Mauer abgeschlossen. Zusätzlich wurde das Schloss und ein Teil der Wirtschaftsgebäude durch zwei Wassergräben geschützt. Wahrscheinlich erfolgten die umfangreichen Umbauarbeiten noch vor die Anlage im Jahr 1590 von der Reichsstadt Ravensburg erworben wurde. Ab 1649 wurde Bettenreute erneut mehrmals weiter veräußert. Ende des 18. Jahrhunderts wurden von der Familie Rehling große Wirtschaftsgebäude errichtet. Nach dem Bettenreute im 19. Jahrhundert an das Königreich Württemberg fiel und zunächst Sitz des Forstamtes wurde, wird die Anlage seit 1926 von der Justizverwaltung genutzt. Heute ist sie landwirtschaftliche Außenstelle der Justizvollzugsanstalt Ravensburg

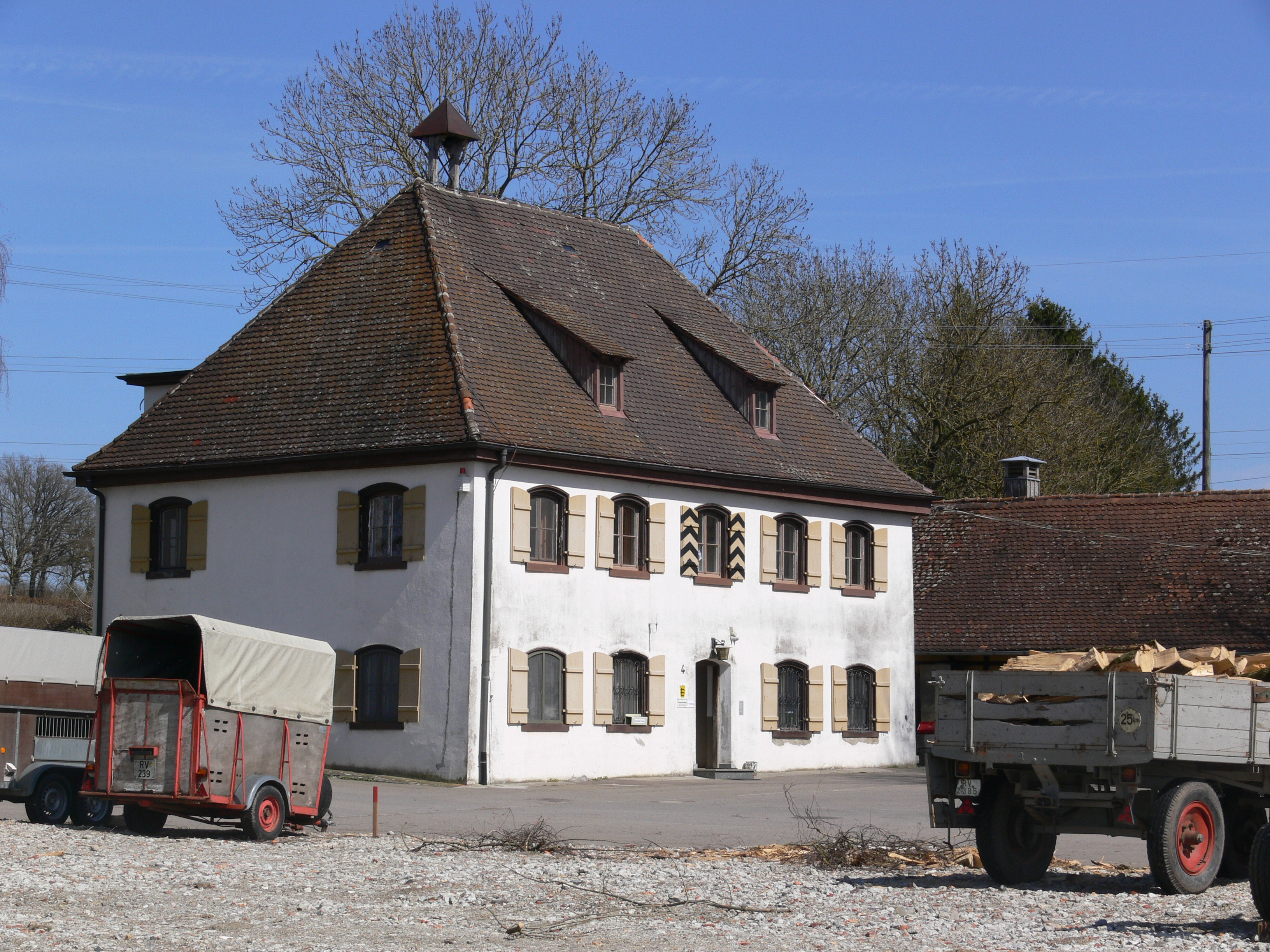
Nebengebäude des Schlosses
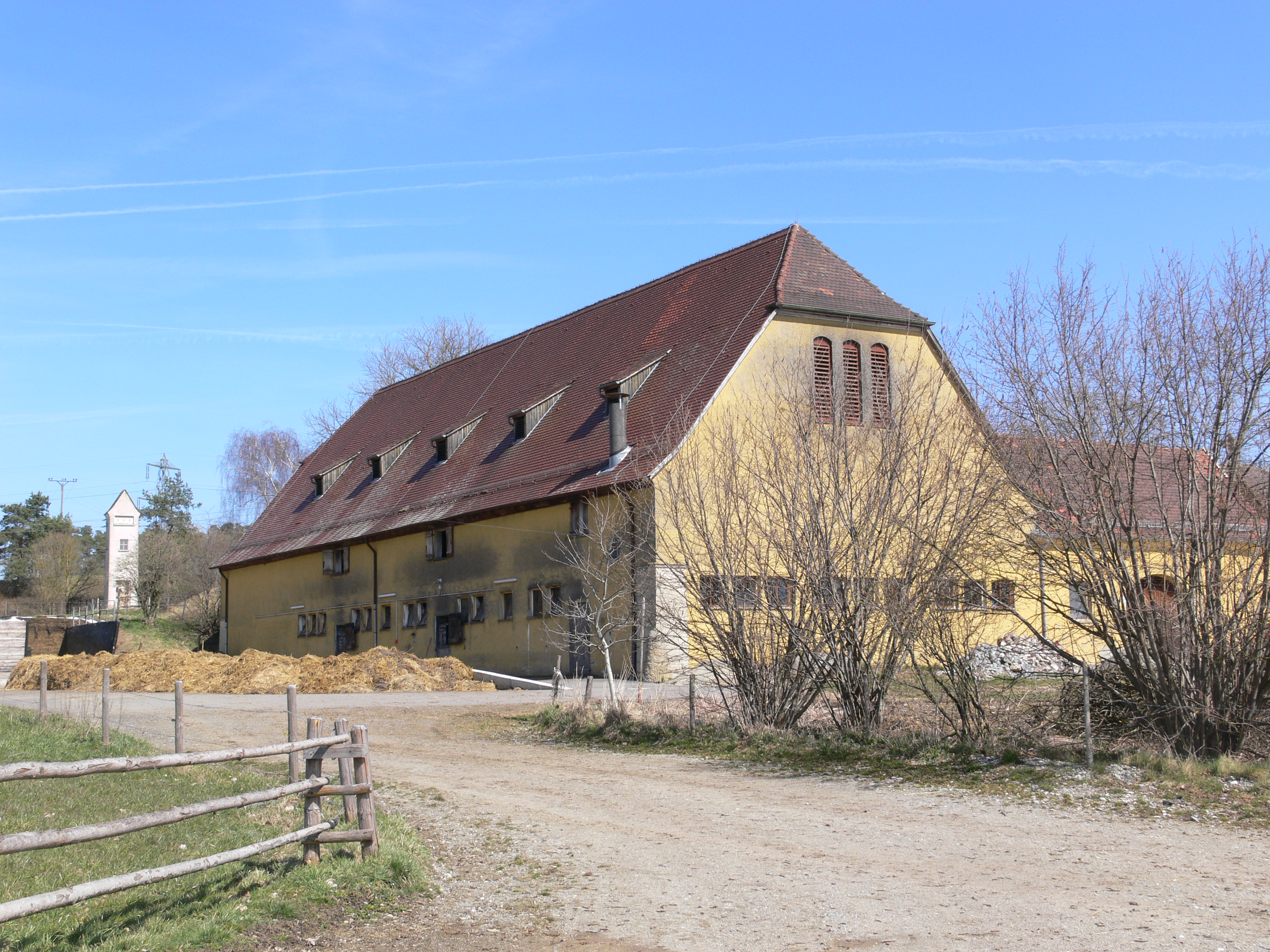
Wirtschaftsgebäude

## Beschreibung
Das ehemalige Wasserschloss besteht aus einer auf einem Hügel gelegenen rechteckigen Hauptburg mit hufeisenförmig angesetzten Flügeln. Das dreigeschossige Herrenhaus ist unter einem Satteldach gelegen, mit einem markanten Renaissance-Staffelgiebel an der Südseite. Die vermutlich im Obergeschoss des Schlosses gelegene Kapelle ist heute nicht mehr erhalten. Von der ursprünglichen ehemaligen Turmhügelburg sind noch Reste im Keller und möglicherweise im Erdgeschoss des Schlosses erhalten. Die Grundfläche des Turmhügels beträgt 9 × 9 m. Ergänzt wird die Anlage durch große Wirtschaftsgebäude.
Einst war das Schloss und ein Teil der Wirtschaftsgebäude von einem doppelten Wassergrabenring umgeben, von dem heute noch Reste erkennbar sind. Das Wasser für die Gräben stammte aus dem nahegelegenen Feuertobelbach.